# Anthidiellum breviusculum
Anthidiellum breviusculum is een vliesvleugelig insect uit de familie Megachilidae. De wetenschappelijke naam van de soort is voor het eerst geldig gepubliceerd in 1890 door Pérez.